# رقص العصور الوسطى

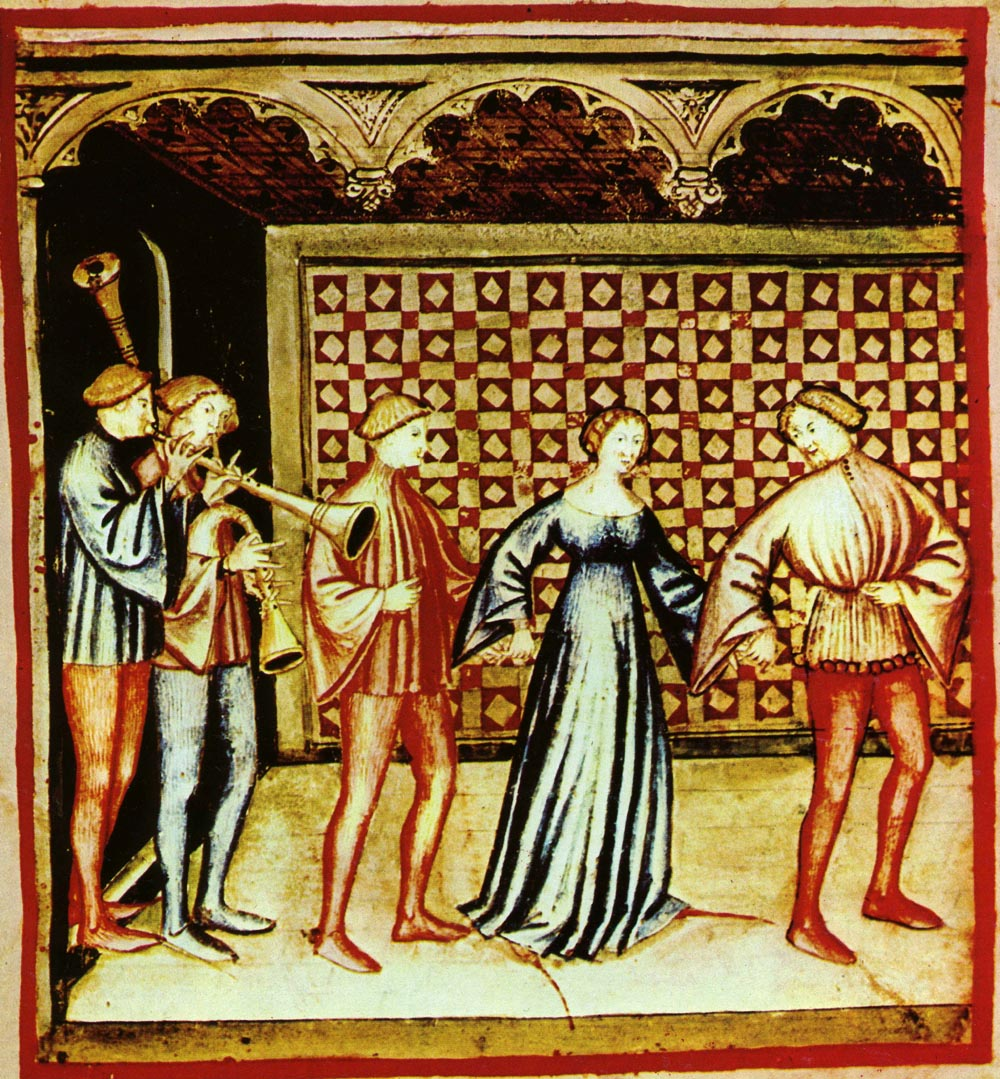
الرقص مع الموسيقيين، من لومبارديا إيطاليا، نهاية القرن الرابع عشر.

تعد مصادر فهم الرقص في أوروبا في العصور الوسطى محدودة ومجزأة، إذ تتكون من بعض التصورات المثيرة للاهتمام في اللوحات والمخطوطات المذهبة وفي بعض الأمثلة الموسيقية على ما يمكن أن يكون رقصًا وفي التلميحات المتناثرة في النصوص الأدبية. يعود تاريخ أول وصف مفصل للرقص إلى عام 1451 في إيطاليا، وهو ما يعد بداية عصر النهضة في أوروبا الغربية.

## كارول

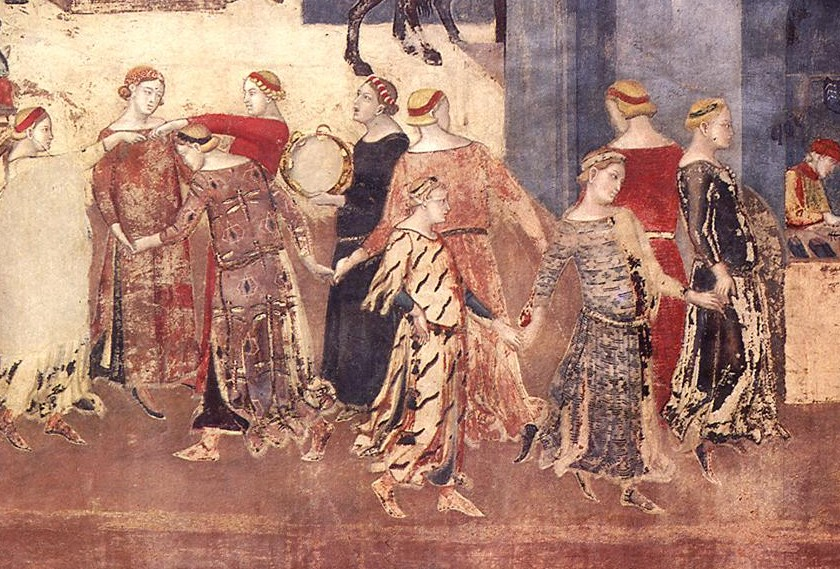
تفاصيل من رمزية الحكومة الجيدة بقلم أمبروجيو لورينزيتي، قصر بابليكو، سيينا، 1338-1340

الشكل الأكثر توثيقًا للرقص غير الديني خلال العصور الوسطى هو كارول والتي تسمى أيضًا «كارولي» أو «كارولا» والمعروفة منذ القرنين الثاني عشر والثالث عشر في أوروبا الغربية في المناطق الريفية والبلاط. تألفت كارول من مجموعة من الراقصين الذين يشبكون أيديهم مشكلين دائرة ويغنون بأسلوب إرشادي وبوجود لازمة بينما يرقصون. لم تصمد أية كلمات أو موسيقى من هذه الترنيمة. شملت المصطلحات الأخرى لهذا النوع من الرقص في شمال فرنسا «روندي» ومشتقاتها مثل «رونديه» و«روندل» و«روندليه» التي اشتق منها المصطلح الموسيقي الأكثر حداثة «روندو». عرف هذا النوع الكورالي من الرقص في المناطق الناطقة بالألمانية باسم «رايغن».
يؤكد مولالي في كتابه الذي تحدث فيه عن كارول، أن الرقص، على الأقل في فرنسا، حدث على شكل دائرة مغلقة من الراقصين المؤلفين من الرجال والنساء وهم يشبكون أيديهم. قدم أدلة على أن سير الرقصة العام كان باتجاه اليسار (أي مع اتجاه عقارب الساعة) وأن الخطوات ربما كانت بسيطة جدًا ومؤلفة من خطوة إلى اليسار بالقدم اليسرى متبوعة بخطوة من القدم اليمنى بحيث تلاصق اليسرى.

## رقصات حلقية أخرى
كانت الرقصات الدائرية أو الخطية موجودة أيضًا في أجزاء أخرى من أوروبا خارج إنجلترا وفرنسا وإيطاليا حيث اشتهر مصلح كارول. انتمت هذه الرقصات لنفس النوع مع وجود راقصين يشبكون أيديهم وقائد ينشد البالاد.

### الدول الاسكندنافية
في الدنمارك، تذكر البالادات القديمة رقصة حلقية مغلقة يمكن أن تتحول إلى سلسلة. تظهر لوحة جصية في كنيسة أورسليف في نيوزيلندا منذ نحو 1400، تسعة أشخاص من رجال ونساء يرقصون في صف واحد. يحمل القائد وآخرين في السلسلة باقات من الزهور. يمكن أن تحتوي الرقصة على رجال ونساء معًا أو يرقص كل منهما على حدة. في الرقصات التي تشمل النساء فقط، قد يكون هناك رجل واحد يقوم بدور القائد. هناك رقصتان مذكورتان على وجه التحديد في البالادات الدنماركية والتي يبدو أنها رقصات خطية من هذا النمط، هما رقصة المتسول ورقصة الحظ التي ربما كانت رقصة للنساء. تظهر نسخة حديثة من هذه الرقصات الحلقية من العصور الوسطى، في رقصة السلسلة الفاروية، التي يعود أقدمها إلى القرن السابع عشر فقط.
في السويد أيضًا، غالبًا ما تذكر الأغاني في العصور الوسطى الرقص. تشكلت سلسلة طويلة يغني فيها القائد الأبيات ويضبط الوقت بينما ينضم له الراقصون الآخرون في اللازمة. استمرت هذه «الرقصات الطويلة» حتى العصر الحديث في السويد. قدي يكون هنالك نوع مماثل من رقص الأغاني في النرويج في العصور الوسطى أيضًا، ولكن لم يعثر عليه في أي سجلات تاريخية.